# 李承嗣 (嘉靖進士)
李承嗣（？—？），字貞立，浙江寧波府鄞縣人，民籍，明朝政治人物。

## 生平
嘉靖三十一年（1552年）壬子科應天府鄉試第一百二十一名舉人。嘉靖三十八年（1559年）中式己未科會試第二百二十四名，三甲第二百零一名進士。

## 家族
曾祖李鼎，贈工部右侍郎；祖父李傑，義官；父李維翰，陰陽正術。母傅氏。永感下。